# Changan Mazda
Changan Mazda es una empresa de fabricación de automóviles con sede en Nanjing, China, y una empresa conjunta al 50% entre Changan Automobile y Mazda. La principal actividad de la empresa es la fabricación de turismos de la marca Mazda para el mercado chino. La empresa se formó en diciembre de 2012 tras la decisión de reestructurar Changan Ford Mazda, por el cual Ford y Mazda acordaron trabajar con Changan como empresas conjuntas separadas.
En julio de 2023, Changan Mazda compró el 100% de la empresa conjunta FAW Mazda de FAW Group después de haber poseído una participación mayoritaria dos años antes.

## Productos
- Mazda3
- Mazda CX-5
- Mazda CX-8
- Mazda CX-30
- Mazda CX-50

Adquirido del antiguo FAW Mazda
- Mazda6 Atenza
- Mazda CX-4

## Galería

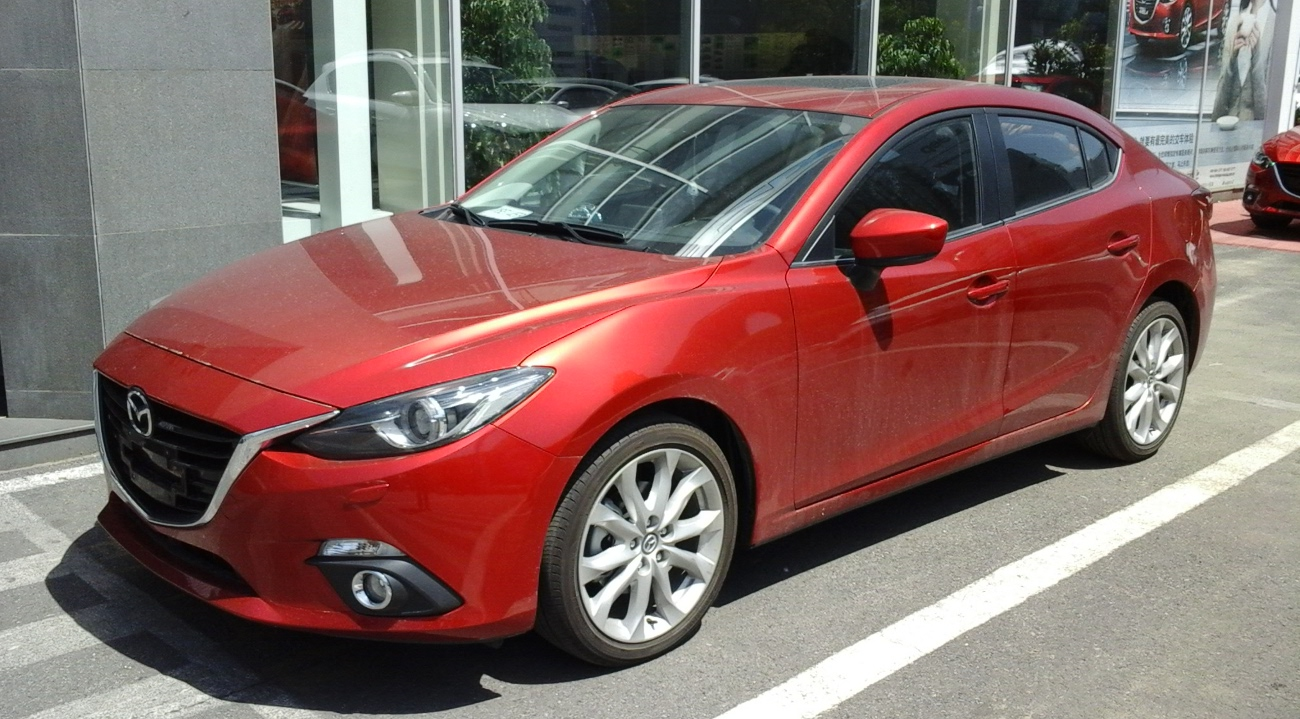
Mazda 3 Axela sedan
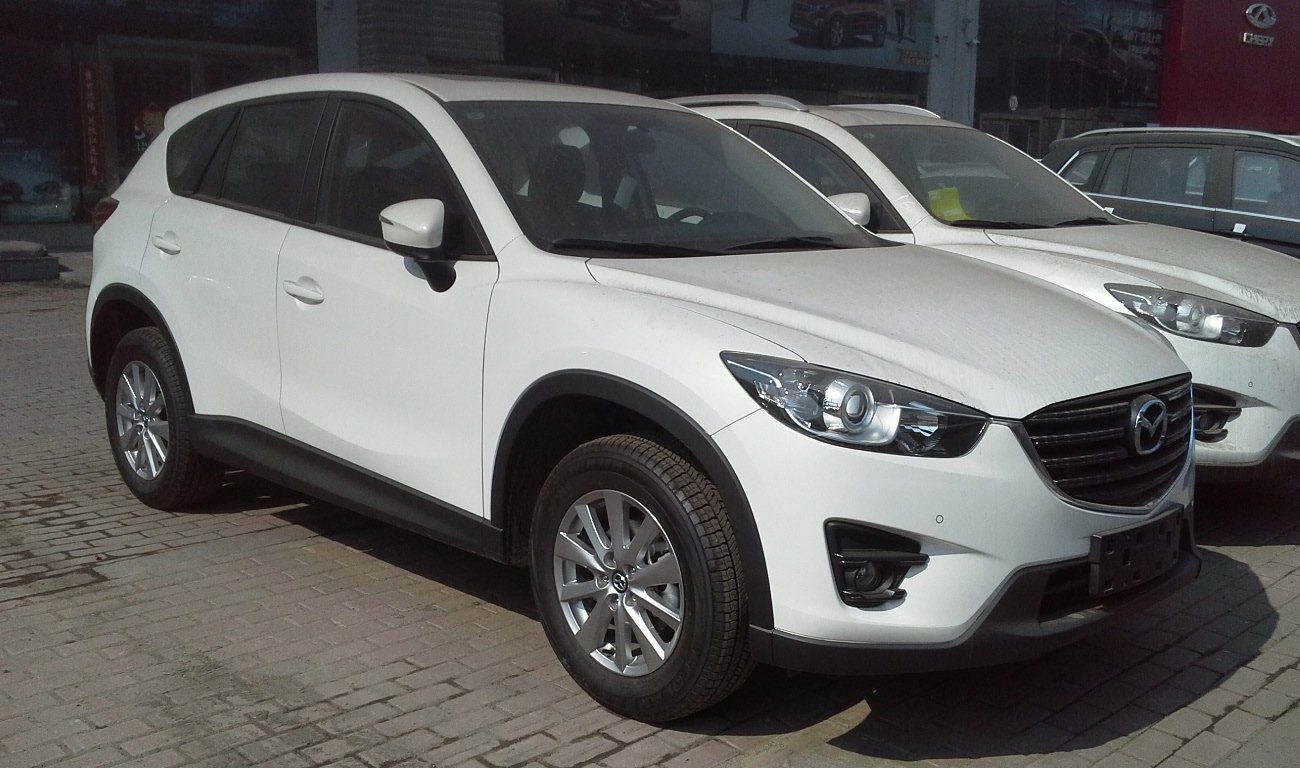
Mazda CX-5
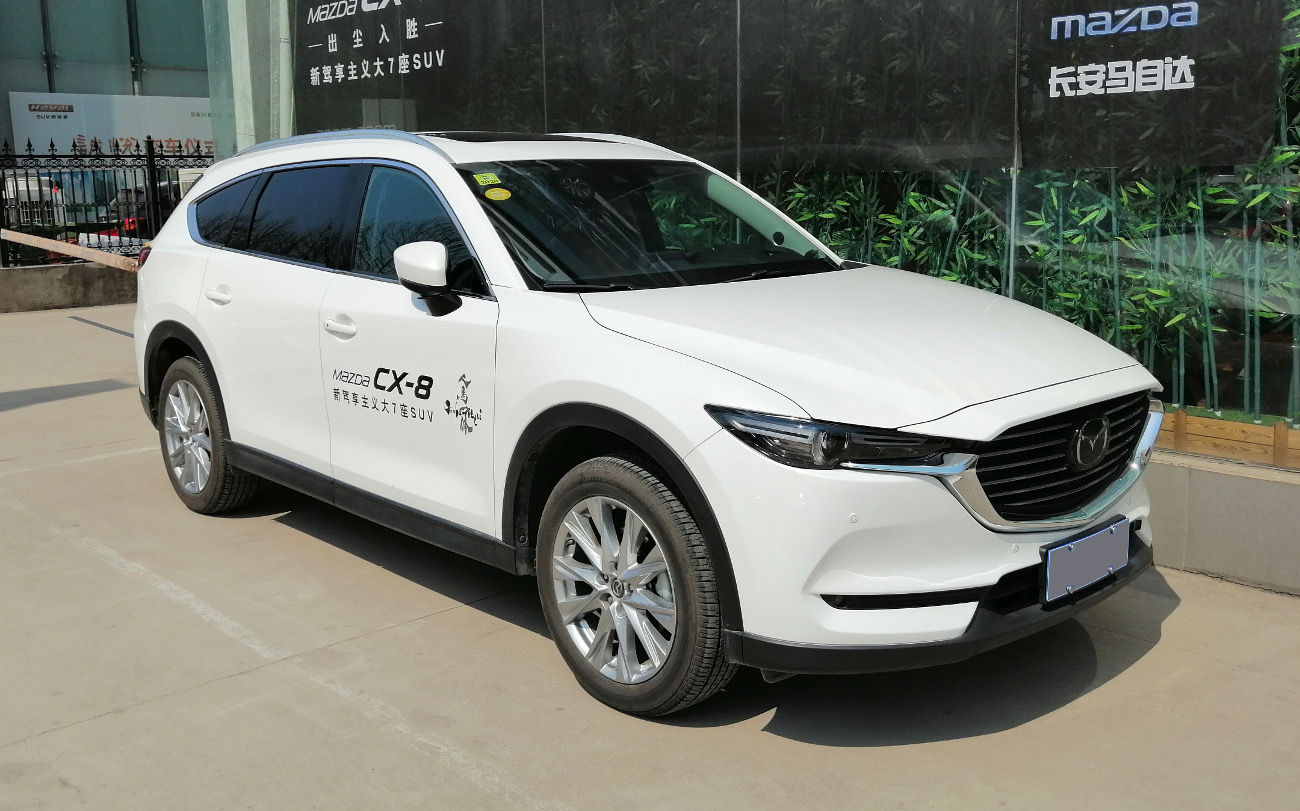
Mazda CX-8
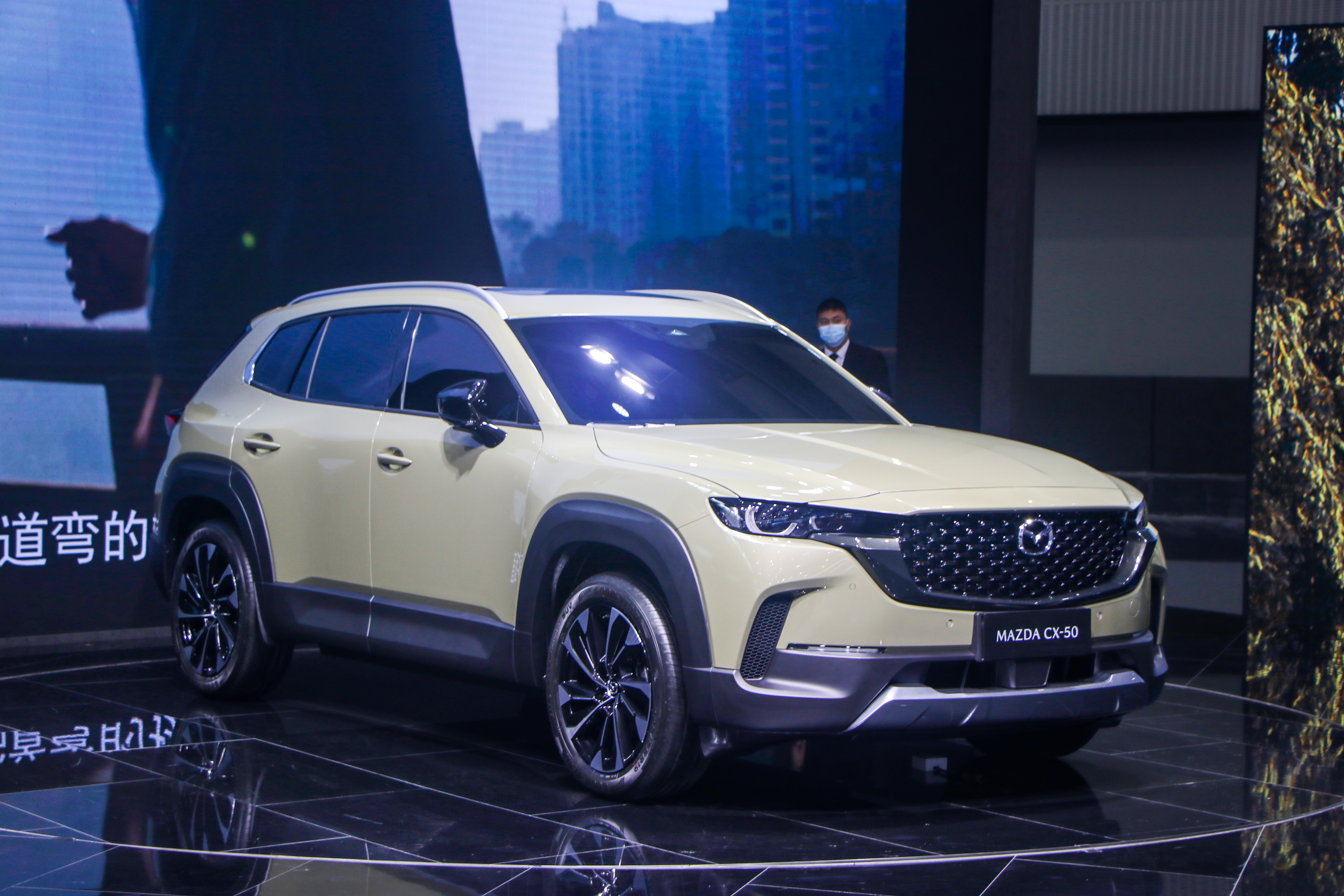
Mazda CX-50